# Benediktinergymnasium Meran
Das Benediktinergymnasium Meran wurde 1724 gegründet und hatte bis 1928 Bestand. Nach dem Zweiten Weltkrieg erfolgte die Wiedereröffnung der Schule als staatlich geführtes Humanistisches Gymnasium „Beda Weber“, das 2011 in den Gymnasien Meran aufging.

## Geschichte
Bereits 1705 gab es Verhandlungen zwischen dem Benediktinerstift Marienberg und der Stadt Meran, ein Gymnasium zu errichten.
1706 richtete die Stadt eine Bittschrift an die Regierung in Innsbruck; Inhalt war unter anderem auch das Ansuchen um einen Beitrag für das geplante Gymnasium, die Gelder wurden jedoch nicht bewilligt.
1725 löste man das Problem der Finanzierung. Auf dem Grund des Ansitzes Lebensbrunn wurde das Gymnasium errichtet, 8000 Gulden wurden von dem aus Meran stammenden wohlhabenden Salzkaufmann Johann Baptist von Ruffin gespendet, die restlichen Mittel stellte die Stadt.
Unter bayrischer Verwaltung wurde Marienberg 1807 aufgehoben, das Gymnasium wurde geschlossen. 1816 wurde Marienberg wieder errichtet und der Schulbetrieb erneut aufgenommen.
1928 wurde das Gymnasium  im Rahmen der Italianisierung durch die Faschisten geschlossen.
1946 wurde die Schule verstaatlicht, somit zu einer öffentlichen Schule gemacht und nach Beda Weber benannt. Seit 1987 gab es zwei Fachrichtungen: das Humanistische Gymnasium und das neusprachliche Lyzeum (Französisch, Spanisch oder Russisch statt Griechisch). Das Schulgebäude wurde von 1984 bis 1988 restauriert. Seit 1992 befindet sich dort auch die Meraner Stadtbibliothek.
1981 wurde das Gebäude unter Denkmalschutz gestellt.
Im Dezember 2010 beschloss die Südtiroler Landesregierung, die Direktionen des Beda-Weber-Gymnasiums und des Josef-Ferrari-Gymnasiums  zusammenzuschließen. Die Gründung der Gymnasien Meran wurde mit dem Beginn des Schuljahres 2011/2012 wirksam.

## Mit dem Gymnasium verbundene Personen

### Benediktinergymnasium
- Oreste Baratieri (Absolvent)
- Otto Bauer (Absolvent)[2]
- Carl Domanig (Absolvent)[3]
- Josef Garber (Absolvent)
- Karl Erckert (Absolvent)
- Michael Gamper (Absolvent)
- Johannes Evangelist Haller (Absolvent)
- Hartmut Hartung von Hartungen (1899–1980) (Absolvent) Schauspieler, Regisseur
- Franz Innerhofer (Absolvent)[4]
- Albert Jäger (Lehrer)
- Josef Lechthaler (Absolvent)
- Oswald Menghin (Absolvent)
- Karl Moeser sen. (Absolvent)
- Karl Moeser jun. (Absolvent)
- Cassian Primisser (Absolvent), Zisterzienserpater
- Otto Rudl (Absolvent)
- Johann Santner (1788–1837) (Absolvent), wurde später Ordensprovenzial der Minoriten und Pfarrer der Alservorstadt
- Adelgott Schatz
- Cölestin Stampfer (Absolvent und Lehrer)
- Joseph Streiter
- Josef Tarneller (Lehrer)[5]
- Friedrich Teßmann (Absolvent)
- Karl Tinzl (Absolvent)
- Beda Weber (Lehrer)
- Ignaz Vinzenz Zingerle (Absolvent)
- Pius Zingerle (Lehrer)
- Luis Zuegg (Absolvent)

### Humanistisches Gymnasium „Beda Weber“
- Leo Andergassen (Absolvent)
- Siegfried de Rachewiltz  (Absolvent)
- Sabine Gruber (Absolventin)
- Roland Innerhofer (Absolvent)
- Sven Knoll (Absolvent)
- Cristina Kury (Absolventin)
- Selma Mahlknecht (Absolventin und Lehrerin)
- Hubert Messner (Absolvent)
- Josef Noggler (Absolvent)
- Madeleine Rohrer (Absolventin)
- Rudolf Stingel (Absolvent)
- Veronika Stirner Brantsch (Absolventin und Lehrerin)
- Julia Unterberger (Absolventin)